# Niños con jarrón de Cibeles
El monumento Niños con jarrón de Cibeles es un conjunto escultórico español situado en la Plaza de Cibeles de Madrid, en el Paisaje de la Luz, se encuentra junto al Palacio de Cibeles.

## Descripción
Es un conjunto escultórico formado por un pedestal prismático de piedra caliza y un grupo de dos figuras infantiles masculinas, una de pie y otra arrodillada, junto a un jarrón con guirnaldas. El conjunto está sostenido por un pedestal rectangular. Las dimensiones del grupo son 1,10 m de alto, 1,15 m de ancho y 0,40 m de fondo.
Existe un monumento muy similar localizado en la Plaza del Emperador Carlos V, y se cree que debido a su estilo y composición formaron parte del mismo proyecto arquitectónico. En la actualidad, ambos conjuntos tienen la función de indicar el inicio y final del Paseo del Prado.

## Historia
Existen dos teorías sobre el origen de este grupo escultórico. Por un lado, se considera que debió pertenecer a un mismo proyecto de ornamentación arquitectónica o urbana, posiblemente para el cerramiento de la verja de la Casita de las Gallinitas en el Retiro, dentro del entorno de la Casa de Fieras.
En este sentido, según el Diccionario Geográfico de Pascual Madoz, en su descripción del Parque del Retiro, hace referencia a que él mismo contaba con cuatro entradas, dos pabellones y a los lados de estos una elegante verja de hierro con zócalo y pilares de granito, coronados por jarrones de los cuales hay dos con niños frente a la fuente de Cibeles.
Por otro lado, hay quien entiende que pudo formar parte del diseño original del Paseo del Prado hecho bajo el reinado de Carlos III en estilo neoclásico, con un concepto del paseo que iba más allá de las fuentes de Cibeles, Neptuno y Apolo. El proyecto preveía también la ubicación de estatuas, florones, columnas, arcos triunfales y otras fuentes secundarias a todo lo largo del paseo, siendo muy probable que los dos grupos escultóricos de niños con jarrón que marcan el principio y el final del Paseo del Prado se enmarcaran en el mismo.
La ejecución de grupos de niños con jarrones en las diferentes puertas del Retiro dificulta la atribución y localización histórica. El diseño de este grupo escultórico se atribuye al arquitecto Isidro González Velázquez en 1830, aunque hay fuentes que establecen 1770 como fecha de ejecución. Este grupo también ha sido atribuido al escultor Felipe de Castro.
La posición del grupo escultórico junto a una vía de mucho tráfico y la exposición a la contaminación somete a la piedra a condiciones poco favorables para su mantenimiento.
La plataforma Biblioteca Digital memoriademadrid ha desarrollado un modelo en tres dimensiones de esta escultura, como ha hecho con otros elementos arquitectónicos de Madrid.